# Sulchan Saba Orbeliani
Sulchan Saba Orbeliani (ur. 4 listopada 1658, zm. 26 stycznia 1725) – gruziński poeta, duchowny i dyplomata.

## Życiorys
Pochodził ze znakomitej gruzińskiej rodziny arystokratycznej. Był synem najwyższego sędziego Kartlii. W 1698 wstąpił do klasztoru, przyjmując imię Sawa (Saba w brzmieniu gruzińskim). Czynną działalność publiczną rozpoczął po objęciu rządów w państwie przez Wachtanga VI, swojego dawnego wychowanka. Był człowiekiem wszechstronnie wykształconym.
W 1712 udał się razem z Wachtangiem VI do Persji. Następnie przez trzy lata podróżował na po krajach Europy Zachodniej - Francji, Austrii i do Państwa Kościelnego - aby uzyskać od nich pomoc dla Kartlii w wyzwoleniu się spod dominacji perskiej i tureckiej. Mimo wielkiego talentu dyplomatycznego, jaki posiadał, nie uzyskał zrozumienia i nie zrealizował celów swojej misji. Zasiadał w utworzonej przez Wachtanga VI radzie, która miała wspierać króla w jego działalności na rzecz rozwoju kultury. Miał znaczący wpływ na rozwój kulturalny kraju w okresie panowania Wachtanga VI i na rozpowszechnianie w Gruzji osiągnięć cywilizacji zachodnioeuropejskiej. W 1724 emigrował z zajętej przez Turcję Kartlii razem z królem Wachtangiem i do śmierci przebywał na emigracji w Rosji. Zmarł w Moskwie i został pochowany w pobliżu gruzińskiej cerkwi w miejscowości Wsiechswiatskoje (obecnie w granicach Moskwy).
Uważany za jednego z najwybitniejszych uczonych w historii Gruzji. Był również wybitnym poetą, w szczególności autorem bajek, dla których inspiracją była twórczość Jeana de La Fontaine'a, z którą mógł zapoznać się w czasie misji dyplomatycznej we Francji. Jego bajki zostały zebrane w zbiorze O mądrości rzeczy zmyślonych (został on w 1954 przełożony na język polski). W zbiorze tym zawarł swoje poglądy filozoficzne: pochwałę wykształcenia i uznanie braku edukacji za przyczynę wielu społecznych nieszczęść, wiary w potęgę wiedzy, patriotyzm i humanizm.
Jest ponadto autorem wspomnień z podróży po Europie i tekstów religijnych. Spisał także słownik języka gruzińskiego uzupełniony o materiały dialektologiczne i informacje historyczne. W znaczący sposób przyczynił się do powstania nowoczesnego języka gruzińskiego.